# DEEP'S IS DEAD
DEEP'S IS DEAD(ディープス・イズ・デッド)はDEEP'Sの1枚目のアルバム。

## 内容
藍澤刹那のプロジェクトとしてのミニアルバム。

## 批評
CDジャーナルは「どちらかというと横浜銀蝿とロボットアニメの融合」と評する一方、「アーティスト・シップのカケラもない作り物にしては完全にマーケティングの失敗」という厳しい批評が出てしまった。

## 収録曲
1. Romance Rider
2. Coinlocker Baby
3. Ready Steady Go
4. LOVE IS DRUG
5. MAX FACTOUR
6. さらば青春の光

作詞:藍澤刹那、編曲：寺尾広・藍澤刹那(#ALL)
作曲:藍澤刹那(#1〜5)、寺尾広(#6)

## レコーディング参加
- 増崎孝司（DIMENSION） - ギター